# 巨商
《巨商》是由韓國投資公司Joyon Entertainment與台灣遊戲橘子數位科技於2000年共同開發並進行公測的網絡遊戲，「巨商」於遊戲進行的方式以商業交易等經濟行為為主，是全部網絡遊戲中獨有。
《巨商》於2002年在韓國情報通信部主辦，韓國軟體振興院、韓國Data Base振興中心及每日經濟新聞社協辦的「2002 Digital Contents大賞」聯合審查中，獲得了「情報通訊部國務總理大賞」及韓國線上遊戲大賞。另外，巨商又於2002年獲得韓國文化觀光部的「11月份優質遊戲大賞」。
巨商的口號原為「當個有錢人」，及後香港、台灣、韓國及日本先後把口號更改為「天下第一商」，而在中國大陸的口號仍為「當個有錢人」至伺服器關閉。

## 遊戲介紹

### 遊戲背景
遊戲以中國明朝末年（日本戰國時代）的東亞為背景，遊戲中可選擇四種國籍，八種遊戲角色，包括王孝龍（台灣）、王美齡（台灣）、島田亮（日本）、權野花姬（日本）、曹鐵西（朝鮮）、李明花（朝鮮）、唐浩葉（明朝）及廬秀蓮（明朝）。

### 系統特色

巨商遊戲截圖

在巨商世界裡，玩家的目標是當巨商，可使用多樣方法：
1. 透過打怪物而賺錢的典型RPG方式，但打敗怪物不會直接得到金錢，而是隨機分配寶物。
2. 利用各村莊之物價而交易(自從某版後，買賣差價大幅調升，難以賺錢。
3. 玩家可以投資各個村莊，成為村主每年還會有稅收。
4. 巨商遊戲中道具生產是藉由迷你遊戲的方式，讓玩家享受自己當老闆的樂趣。

而在系統的設定方面，也具有以下的特色：
- 交易系統：

可買賣所有物品，雖然背景有明朝、朝鮮、日本、台灣，但是各地彼此跨越交易並不容易，而可交易的物品會已超越1000種以上，所以趕快獲得交易品是賺錢的關鍵之一。
- 傭兵系統：

所有的玩家為了保護自己，必須雇用傭兵，每個種類的傭兵所使用的技術不同，最重要的是玩家要讓傭兵們成長，這樣才有利於作戰。
- 信用度系統：

此系統無法由使用者自己來提高，若在進行交易當中，必須由得到官廳的許可時，就必須具有高信用度，買賣物品的經驗、戰鬥策略等為信用度的評定標準。
- 生產地系統：

一些大型和中型村莊設有生產地，每個生產地有20間廠房供玩家選擇，玩家只能有1間廠房，不受國家或地區限制。每一間廠備有設施供玩家建造(必須有倉庫)，除必須的1間倉庫外，玩家可自由建造其他倉庫或設施(最多5間)。

### 改版
遊戲中的臺灣地圖大小在一次改版後被改成原來的兩至三倍大，面積直逼遊戲中的朝鮮半島與遊戲中的半個明朝，也就是說較早期的版本較符合現實世界的地圖。
傭兵的善用武器也被更動過，例如臺灣有一種持槍的柳永福被改成持棍棒攻擊。

## 遊戲中出現的問題
遊戲中的問題一直是巨商遊戲玩家人數不斷下跌的原因，尤其外掛問題甚為嚴重。加上其他網絡遊戲大肆宣傳及其他網絡遊戲的競爭，雙重打擊下令部份地區的巨商曾經變為冷門網絡遊戲。

## 營運狀況

### 韓國
由Joyon代理的韓國巨商網絡遊戲在2001年開始運行。

### 日本
日本巨商網絡遊戲在2003年4月25日開始運行。
由遊戲橘子(Gamania)和Hangame(nhn)共同代理。
目前有5個伺服器運行，2011年3月26日添置第5個伺服器。(毘沙門，永久150%經驗)
2015年9月25日已結束營運

### 香港

香港巨商網絡遊戲舊標誌

香港巨商網絡遊戲在2003年3月28日開始運行並公開測試。原本只有一個名為『掏金窟』伺服器，該伺服器於2004年11月13日易名為『商1』，並於同日新增一個伺服器，命名為「商2」。2006年11月22日，巨商改版至1.4231版。近期，伺服器經常出現問題，其質素經常被玩家質疑。香港巨商網絡遊戲在2008年2月26日新增商3伺服器。
於21600版本更新中，韓國巨商允許了多開（同一玩家多個帳號），而美國巨商亦開放三開，但香港巨商卻禁止多開，理由為多開非遊戲設定。
2015年5月29日，香港巨商網絡遊戲表示將於2015/08/31(一)中午12:00正式關閉。
2016年1月27日，香港伺服器正式重新開機。
2021年4月8日，Playwith普雷威台宣佈結束營運，由HAPPYTUK樂意傳播提供營運服務。

### 台灣
台灣巨商網絡遊戲在2003年開始運行於2006年11月10日改版至1.4231版。遊戲內有一個名為「藏寶窟」的伺服器。
有好幾年未曾改版，流失了許多玩家，使得許多玩家跨服(主要香港巨商)玩，台灣於2011年5月31日結束營運。
2014年3月18日，Playwith 普雷威台宣布，旗下重新代理線上遊戲《巨商》，於2014年4月2日上市，強調遊戲不僅將以最新版本推出，還會定期進行改版，並採用 X-Trap 防外掛程式。
2014年11月20日 採用nProtect GameGuard代替X-Trap。
2021年4月8日，Playwith普雷威台宣布結束營運，由HAPPYTUK樂意傳播提供營運服務。除原有經Playwith 普雷威轉移的「麒麟」及「天照」伺服器，2021年4月15日加開「蓬萊」新伺服器。

### 中國大陸
中國大陸巨商網絡遊戲在2004年9月1日開始運行並公開測試。
於2007年2月12日正式關閉所有伺服器，所有伺服器數據在2008年2月26日已完成合併到香港新開設的伺服器(商3)繼續遊戲。

### 美國/國際
國際巨商網絡遊戲（The Great Merchant）在2009年11月3日開始運行。即是美國巨商。
由AK Interactive（即现巨商开发商）独立运营。
2018年3月19日印尼巨商資料合併到美國巨商。

2017年4月12日,更新到V27408

## 巨商2
Joyon組織60多人的開發團隊，歷經2年開發時間開發的《巨商2》。
Joyon在11月10日在首爾舉行的韓國遊戲展覽會「2005G-STAR」中首次公開《巨商2》。《巨商2》已經結束第一次封測，經過幾次封測後，2006年上半年中期開始公測。
《巨商2》以經濟系統為中心，導入了航海和冒險兩個新的要素。《巨商2》地圖越過亞洲大陸向歐洲、非洲擴張。遊戲中主人公包括中國人、日本人和巴西人。加上之前公開的朝鮮人、英國人和葡萄牙人等。遊戲然仍是以《巨商》的核心特徵「經濟系統」為主題，不過將會追加乘船探索廣展新大陸的「冒險」要素，體現了大航海時代真正「巨商」的特點，遊戲性方面也得到了強化。但是，由於收支不平衡，巨商2已關閉。

## 曾獲獎項
2003 第一款線上營商遊戲《巨商》於香港發行。
2004「巨商」破天荒革新以「一世免費」模式營運，推出虛擬商店，開創免費遊戲先河。
2005《巨商》榮獲2005 年「Yahoo! 搜尋人氣大獎」十大之一（電腦遊戲組別）。
2006《巨商》榮獲新城娛樂台舉辦「中學生最喜愛品牌選舉的電腦遊戲品牌大獎」。
2008《巨商》再度榮獲「香港Yahoo!搜尋人氣大獎」最佳線上遊戲大獎。

## 外部連結
- 巨商官方網站(韓國)[永久]
- 巨商官方網站(日本Gamania)
- 巨商官方網站(日本Hangame)
- 巨商Facebook專頁(日本)
- 巨商官方網站(香港)
- 巨商Facebook專頁(香港) （页面存档备份，存于）
- 巨商官方網站(台灣)
- 巨商官方網站(美國/國際)
- 巨商官方網站(中國大陸) （页面存档备份，存于）（已關閉）
- 52巨商網
- 228事件Facebook專頁（已失效）